# Атманов Угол
Атманов Угол — село в Сосновском районе Тамбовской области России. Административный центр Троицковихляйского сельсовета.

## География
Атманов Угол расположен в пределах Окско-Донской равнины, по обоим берегам Пишляйка.
Климат
Находится, как и весь район, в умеренном климатическом поясе, и входит в состав континентальной климатической области Восточно-Европейской Равнины. В среднем, в год выпадает от 350 до 450 мм осадков. Весной, летом и осенью преобладают западные и южные ветра, зимой — северные и северо-восточные. Средняя скорость ветра 4-5 м/с.

## История
Основано в 1648 году переселенцами из шацких сёл Агломазово и Берёзово во главе с Саввой Атмановым.
В 1733 году тщанием прихожан построена деревянная Успенская церковь.
С августа 1863 года действует Атманоугловская школа.

## Население
| 2010 |
| ---- |
| 838  |

## Инфраструктура
МБОУ Сосновская СОШ № 1, филиал в селе Атаманов Угол. 
Православный храм.
Обелиск воинам-землякам, погибшим в годы Великой Отечественной войны 1941—1945 гг.

## Транспорт
Доступно село автотранспортом.